# Sol over Malaya
|  | Denne artikel er oprettet af botten Steenthbot ud fra en ekstern database. Den kan derfor have sproglige fejl eller mangler. Denne skabelon kan fjernes efter kontrol af indholdet. |

Sol over Malaya er en dansk dokumentarfilm instrueret af Bodil Rom og Bendt Rom.

## Handling
Private rejseoptagelser fra Malaysia med undertitlen "Med Ø.K. over Verdenshavene". Det danske handelsselskab Østasiatisk Kompagni havde i mange år en omfattende handelsvirksomhed Sydøstasien, herunder Malasia. Filmen er uden årstal.